# فرودگاه ویساکاپاتنام
فرودگاه ویساکاپاتنام  (به انگلیسی: Visakhapatnam Airport) (به زبان بومی: INS Dega Air Station) یک فرودگاه نظامی/همگانی مسافربری با کد یاتا VTZ است که یک باند فرود آسفالت دارد و طول باند آن ۱۸۲۸٫۸ متر است. این فرودگاه در شهر ویساکاپاتنام کشور هلند قرار دارد و در ارتفاع ۵ متری از سطح دریا واقع شده‌است.

## شرکت‌های هواپیمایی و مقصدهای پروازی

### مسافری
| شرکت‌های هواپیمایی | مقصدهای پروازی |
| ----------------- | -------------- |
| ایر تاهیتی        | Arutua، فاآ    |